# Wallid Ismail
Wallid Farid Ismail (Manaus, 23 de febrero de 1968) es un artista marcial mixto brasileño de ascendencia árabe. Antiguo aprendiz de Carlson Gracie, es conocido como un gran practicante de jiu-jitsu brasileño, y a lo largo de su carrera ha competido en compañías como Ultimate Fighting Championship y PRIDE Fighting Championships. Junto a todo ello, Ismail es cofundador de Jungle Fight junto con Antonio Inoki.

## Carrera

### Carlson Gracie Jiu-Jitsu
Nacido en Manaus, Brasil, Wallid comenzó a entrenar en jiu-jitsu brasileño a los 12 años, compitiendo en torneos locales para su entrenador Ary Almeida. Alentado por sus victorias, Ismail decidió que quería dedicarse a la lucha profesional y se mudó a Río de Janeiro en 1984 para entrenar con el afamado Carlson Gracie. Su llegada a la academia de Gracie fue protagonizada por una curiosa anécdota: en su primer día, antes de conocer a su futuro maestro, Wallid llegó al gimnasio antes de tiempo y se encontró con que estaba vacío, a excepción de un solo hombre sentado en la lona. Ansioso por entrenar, Ismail le preguntó si quería luchar una ronda de vale tudo ligero antes de que la clase empezara. El hombre asintió y los dos tuvieron un combate en el tatami, con la sorprendente conclusión de que Ismail recibió una paliza sin apenas lograr oponer resistencia. Cuando los estudiantes llegaron, Wallid fue informado de que su improvisado compañero de sparring no era sino el legendario Ricardo de la Riva Goded, que trabajaba por entonces como entrenador para Carlson.
Bajo la tutela de Gracie, Wallid afinó sus habilidades de sumisión, y se hizo conocido por su entusiasmo y voluntad para superar todos los obstáculos. Carlson le describiría más tarde como "un sujeto velludo y rechoncho" que ni siquiera tenía dinero suficiente para pagarle, teniendo que vivir en la academia bajo la manutención del propio Gracie a cambio de competir para él, como Wallid había hecho antes. El primer torneo de Ismail representando al equipo de Carlson fue efectivamente una exhibición de ingenio. En tres meses de entrenamiento, la única habilidad decisiva que el joven Wallid había aprendido era pasar la guardia, pero Ismail había utilizado un astuto plan para aprovechar esto, y es que antes del torneo se había encargado de esparcir el rumor de que era en realidad un campeón de judo que había llegado de incógnito desde Manaus. De esta manera, los demás competidores del torneo se apresuraban a descender al tatami y usar la guardia para no arriesgarse a perder puntos por proyecciones de judo, y se hacían vulnerables al auténtico punto fuerte de Wallid, que ganaba puntos con sus pasajes e guardia. Otro de los grandes momentos de Ismail sería en otro torneo, en el que se enfrentó a un rival llamado Jucao que le superaba enormemente en técnica; al final de la lucha, Wallid iba perdiendo por puntaje de 9-0 y estaba atrapado en un cross armbar, pero a pesar de que Jucao extendió totalmente la luxación y lesionó su brazo varias veces, Ismail se negó a rendirse, y tras escapar de la llave, acabó ganando la lucha con una impresionante remontada en puntos. Con el tiempo, Wallid gozó de gran carisma en Brasil, y se convirtió en uno de los pocos artistas marciales del país que podían vivir solamente de su arte, gracias al dinero de sus premios y sus patrocinadores.
Uno de los motivos de la popularidad de Ismail es la serie de victorias que consiguió en luchas de jiu-jitsu contra miembros de la familia Gracie, aunque las circunstancias de estos combates han sido discutidas. Cuando todavía eran ambos cinturón marrón, Wallid tuvo un famoso duelo con Ralph en el Copa Rio Sport Center, el cual Ismail ganó una muy difícil decisión arbitral gracias a dos puntos conseguidos con su ya mencionada táctica de centrarse en pasar la guardia. Sin embargo, algunos se quejaron de que el árbitro no había contado un derribo de Ralph que también valía dos puntos, lo que le habría permitido empatar. En 1993, Wallid anotaría otra al vencer a Renzo en el gimnasio de Flamengo, de nuevo ganando por puntaje gracias a tres pasajes de guardia, pero la victoria fue aún más polémica si cabe. Wallid usó un gi con un cuello exageradamente reforzado que le protegía de las estrangulaciones, por lo que Ismail no tenía que preocuparse de que Renzo tomara su espalda mientras que el Gracie perdía el tiempo tratando de estrangularle; además, en la hora que duró la pelea, Ismail se ciñó a su clásica estrategia y no intentó finalizar a su rival en ningún momento. Renzo trataría de obtener una revancha durante años, pero sería inútil. En diciembre de 1998, Wallid conseguiría una victoria decisiva más sometiendo a Royce Gracie, siendo ello en una lucha que seguía reglas impuestas por el propio Royce y que Ismail aceptó sin dudar. Bajo el arbitraje de Hélio Vigio, el aprendiz de Carlson ganó en tan sólo cinco minutos noqueando a Gracie con una estrangulación de gi conocida como koshi-jime o "relógio". Como en la ocasión anterior, Royce exigió una revancha, pero Ismail puso como condiciones que se le pagaran $200,000 por ella, ya que él mismo había aceptado las reglas de Gracie antes. El combate nunca tuvo lugar.

### Incidente con Edson Carvalho
En 1995, Wallid también protagonizó uno de los momentos más infames del panorama marcial de Brasil cuando se vio envuelto en una reyerta con el célebre Edson Carvalho, experto en judo y yawara-jitsu. El enfrentamiento comenzó en la escuela de judo de Georges Mehdi, donde tanto Wallid como Edson habían acudido a entrenar; fue en un momento de la clase que ambos tuvieron una discrepancia sobre la habilidad de Edson (quien acababa de volver de aprender con Isao Okano en Japón) que se convirtió en un cáustico intercambio de insultos, el cual acabó de manera aparentemente pacífica. Sin embargo, tres días después, estando de nuevo en el dojo de Mehdi, Carvalho atacó súbitamente a Ismail y ambos tuvieron una violenta lucha sobre la lona. El maestro Mehdi intervino para separarles y les echó de la academia, pero los dos continuaron la pelea fuera rodeados por otros aprendices, de modo que Georges optó por llamar a la policía, que para más inri tardó media hora en llegar y no se implicó activamente en detener la escaramuza. La lucha transcurrió casi en su totalidad en contra de Wallid, que se vio arrastrado por las escaleras de la entrada y golpeado tan duramente que los kimonos de ambos se tiñeron de sangre y algunos testigos huyeron para no verse envueltos; y a pesar de todo Ismail se negó a rendirse, eventualmente cayendo en la inconsciencia. Al final, llegadas las fuerzas del orden y solventadas las hostilidades, Ismail tuvo que ser atendido por el mismo Mehdi y acabó en la unidad de cuidados intensivos por una semana, con 20 puntos en la cabeza, ambas órbitas oculares fracturadas y otras lesiones.
Las repercusiones del incidente fueron cruentas. El entrenador de Carvalho, Mestre da Morte, se declaró orgulloso de la actuación de su aprendiz e incluso mostró como trofeo la camiseta ensangrentada de Ismail. Carlson, que estaba en Estados Unidos durante el incidente, volvió a toda prisa a Brasil y trató de atacar a Morte en un encuentro público. Por su parte, Ismail declararía que la agresión había sido un intento de asesinato y que el hermano de Edson, Ricardo Carvalho, le había ayudado activamente durante la pelea, versión que fue desmentida tanto por Edson como por Georges Mehdi.

## Registro en artes marciales mixtas
| Resultado | Récord | Oponente          | Método                                | Evento                                 | Fecha                   | Ronda | Tiempo | Localización                    | Notas |
| --------- | ------ | ----------------- | ------------------------------------- | -------------------------------------- | ----------------------- | ----- | ------ | ------------------------------- | ----- |
| Victoria  | 9-3    | Yasuhito Namekawa | Decisión (unánime)                    | Inoki Bom-Ba-Ye 2002                   | 12 de diciembre de 2002 | 3     | 5:00   | Saitama, Japón                  |       |
| Victoria  | 8-3    | Kazunari Murakami | TKO (puñetazos)                       | UFO Legend                             | 8 de agosto de 2002     | 2     | 3:03   | Tokio, Japón                    |       |
| Derrota   | 7-3    | Alex Stiebling    | Decisión (unánime)                    | PRIDE 19                               | 24 de febrero de 2002   | 3     | 5:00   | Saitama, Japón                  |       |
| Victoria  | 7-2    | Shungo Oyama      | Sumisión técnica (arm triangle choke) | PRIDE 15                               | 29 de julio de 2001     | 2     | 2:30   | Saitama, Japón                  |       |
| Derrota   | 6-2    | Akira Shoji       | TKO (puñetazos)                       | PRIDE 4                                | 11 de octubre de 1998   | 2     | 1:26   | Tokio, Japón                    |       |
| Victoria  | 6-1    | Gary Myers        | Decisión (unánime)                    | International Vale Tudo Championship 5 | 26 de abril de 1998     | 1     | 30:00  | Río de Janeiro, Brasil          |       |
| Victoria  | 5-1    | Johil de Oliveira | Sumisión (puñetazos)                  | International Vale Tudo Championship 3 | 12 de octubre de 1997   | 1     | 9:48   | Río de Janeiro, Brasil          |       |
| Derrota   | 4-1    | Yoshiki Takahashi | Decisión (unánime)                    | UFC 12                                 | 2 de febrero de 1997    | 1     | 15:00  | Dothan, Alabama, Estados Unidos |       |
| Victoria  | 4-0    | Katsumi Usuda     | Sumisión (rear naked choke)           | U-Japan                                | 17 de noviembre de 1996 | 1     | 3:10   | Tokio, Japón                    |       |
| Victoria  | 3-0    | Katsumi Usuda     | Sumisión (rear naked choke)           | Universal Vale Tudo Fighting 2         | 6 de mayo de 1996       | 1     | 3:59   | Río de Janeiro, Brasil          |       |
| Victoria  | 2-0    | Dennis Kefalinos  | Sumisión (rear naked choke)           | Universal Vale Tudo Fighting 1         | 4 de mayo de 1996       | 1     | 2:10   | Río de Janeiro, Brasil          |       |
| Victoria  | 1-0    | Eugenio Tadeu     | TKO (lesión)                          | Desafío - Jiu Jitsu vs. Luta Livre     | 26 de agosto de 1991    | 1     | 16:18  | Río de Janeiro, Brasil          |       |